# USS Cole (DD-155)
El USS Cole (DD-155) fue un destructor de clase Wickes de la Armada de los Estados Unidos hasta el final de la Segunda Guerra Mundial, fue reclasificado AG-116, y recibía su nombre en memoria de Edward B. Cole, un oficial del Cuerpo de Marines de los Estados Unidos que murió a causa de las heridas recibidas en combate durante la batalla de Belleau Wood.

## Historial
El USS Cole fue botado el 11 de enero de 1919, por los astilleros William Cramp and Sons de Filadelfia, Pensilvania amadrinado por la viuda de E.B. Cole, y fue dado de alta el 19 de junio de 1919 al mando de I. F. Dortch.
El USS Cole partió desde Nueva York el 30 de junio de 1919, para unirse a las fuerzas navales estadounidenses en aguas turcas. En los años siguientes, colaboró en la evacuación de refugiados que huían de la guerra en Oriente Medio y mostró pabellón en el mar Mediterráneo oriental y en el mar Negro, para retornar a Nueva York el 4 de junio de 1920. Realizó un crucero por la costa Este y el Mar Caribe, y posteriormente, fue puesto en la reserva naval de Filadelfia el 10 de julio de 1922.
Fue devuelto al servicio activo el 1 de mayo de 1930, fecha en la que el USS Cole se unió a la flota de reconocimiento del Atlántico. Volvió a navegar por la costa Este y el Caribe y tomó parte en ejercicios de entrenamiento. Desde el 22 de octubre de 1932, al 24 de marzo de 1933, el USSCole permaneció en actividad reducida en Norfolok como parte de la escuadra de reserva. El 4 de abril de 1933, participó en la infructuosa búsqueda de supervivientes del dirigible USS Akron (ZRS-4). Desde el 3 de febrero al 14 de agosto de 1934, el buque, volvió a quedar en actividad reducida.
El 15 de agosto de 1934, el USS Cole fue asignado a la fuerza exploradora del Pacífico, y tras nuevas maniobras en el Caribe, puso rumbo a su nueva base en San Diego (California), a donde arribó el 9 de noviembre. Permaneció en el Pacífico hasta el 24 de mayo de 1936, y posteriormente, fue asignado a la reserva naval de entrenamiento de Nueva York. Arribó a los astilleros navales de Filadelfia el 25 de septiembre, y fue dado de baja el 7 de enero de 1937.
Fue devuelto al servicio activo el 16 de octubre de 1939, el USS Cole realizó patrullas de neutralidad en el Atlántico. Desde el 10 de junio de 1941, escoltó convoyes a Newfoundland e Islandia realizando cinco viajes hasta el 28 de enero de 1942. Desde el 14 de marzo al 28 de septiembre, el destructor, patrulló y escoltó convoyes en la zona de la costa este, y escoltó un convoy a las Islas Vírgenes. Partió de Norfolok el 24 de octubre para participar en la invasión del norte de África del 8 de noviembre, cuando transportó 175 hombres de 47.º Regimiento de Infantería. El USS Cole recibió una mención presidencial por su participación en esta misión. Retornó a Boston el 1 de diciembre y volvió a la tarea de escolta de convoyes, operando en la costa este, Newfoundland y Nueva Escocia, en marzo, realizó un viaje a Gibraltar. El destructor volvió al Mediterráneo, entrando en Mers El Kébir, Argelia, el 23 de mayo.
Junto a misiones de patrulla y escolta en el Mediterráneo occidental, el USS Cole tomó parte en la invasión de Sicilia del 10 de julio de 1943. Volvió a Charleston, Carolina del Sur, para puesta a punto el 24 de diciembre, tras lo cual, reasumió su papel de escolta de convoyes a lo largo de la costa este y el Caribe, realizando además un viaje a Casablanca en marzo de 1944. El 3 de diciembre de 1944, realizó tarea de escolta de portaaviones, en la cual continuó hasta el 31 de agosto de 1945. Fue reclasificado AG-116 el 30 de junio de 1945, y fue dado de baja el 1 de noviembre de 1945, realizándose su venta el 6 de octubre de 1947.
Además de la mención presidencial, el USS Cole recibió tres estrellas de combate por sus servicios en la Segunda Guerra Mundial.